# الإسلام في الغابون
حوالي 10٪ من سكان الغابون مسلمون وفقا لتقدير 2012، منهم ما بين 80 و90 في المئة من الأجانب.
يدر المسلمون والكاثوليك والبروتستانت مدارس ابتدائية وثانوية في الغابون. تلزم هذه المدارس بهذا الأمر لدى وزارة التربية والتعليم وهي مكلفة بضمان أن هذه المدارس الدينية تلبي المعايير المطلوبة لنفس المدارس العامة. الحكومة لا تساهم بالأموال إلى المدارس الخاصة سواء كانت دينية أو علمانية. تحتفل الحكومة الغابونية بالأعياد الإسلامية بوصفها أعيادا وطنية مثل عيد الفطر.
تقوم المحطات التلفزيونية الحكومية بمنح أوقات بثها مجانا إلى الكنيسة الكاثوليكية، بعض الطوائف البروتستانتية، والمساجد الإسلامية. بعض الطوائف البروتستانتية تزعم أن محطة التلفزيون الحكومية لا تمنح الدقائق المجانية إلى الأقليات الدينية. يزعم البروتستانت في الماضي أن القوات المسلحة تفضل الكاثوليك والمسلمين في التوظيف والترقية.

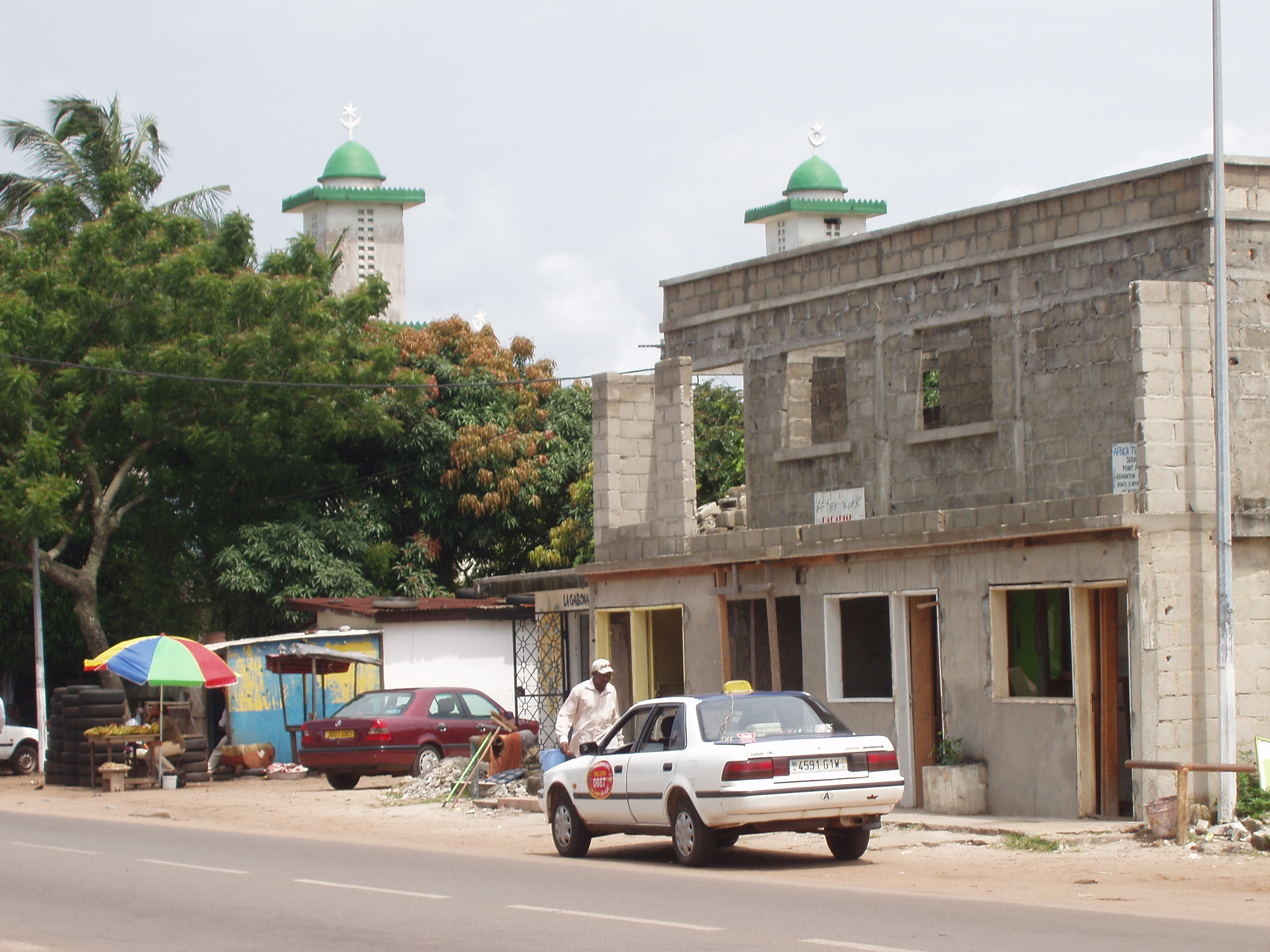
مسجد في مدينة بورت جنتيل

تولى المسلم عمر بونجو رئاسة البلاد من 1973 حتى 2009. بونغو اعتنق الإسلام في عام 1973 وغير اسمه من ألبرت برنارد بونجو إلى الاسم الحالي.
عقد المؤتمر الوطني الأول لمسلمي الغابون في عام 2004 في عاصمة البلاد ليبرفيل حول موضوع الاتحاد من أجل إسلام متسامح ومزدهر. وقع خلال المؤتمر رؤساء 34 منظمة إسلامية غابونية على الاتفاق لإجراء أعمال الإسلامية منسقة على هامش هذا الحدث.